# Závorník (Jizerské hory)
Závorník (německy Riegelberg) je vrchol v České republice ležící v Jizerských horách.

## Poloha
Závorník se nachází na severním okraji Jizerských hor asi 1,5 km severovýchodně od obce Lázně Libverda. Zakončuje rozsochu vybíhající severozápadním směrem z nejvyšší hory české části pohoří Smrku, od jehož vrcholu je vzdálen asi 4 kilometry. Od východně položeného sousedního Svinského vrchu jej odděluje mělké sedlo s nadmořskou výškou přibližně 675 metrů, ostatní svahy jsou prudké s výrazným převýšením.

## Vegetace
Svahy a vrcholové partie Závorníku jsou souvisle zalesněny, přičemž převažuje smrk ztepilý a buk lesní.

## Komunikace
Západním svahem Závorníku v nadmořské výšce okolo 580 metrů prochází zpevněná lesní cesta, kterou z větší části kopíruje zeleně značená trasa KČT 4010 z Lázní Libverda k Novému Městu pod Smrkem. Kvalitní lesní cesta procházející východním sedlem spojuje severní svah Závorníku s jižním svahem Svinského vrchu a rozcestím U Červeného buku. Z východního sedla klesá k západu jižním svahem lesní cesta horší kvality.

## Stavby
V masívu Závorníku se žádné významnější stavby nenacházejí. V jihozápadním svahu ve vzdálenosti téměř dvou kilometrů od vrcholu se nachází restaurace Obří sud.